# Wes Montgomery
John Leslie «Wes» Montgomery (6 de marzo de 1923 - 15 de junio de 1968) fue un guitarrista estadounidense de jazz, dentro del estilo hard bop. Es hermano del pianista y vibrafonista Buddy Montgomery y del bajista Monk Montgomery.

## Trayectoria

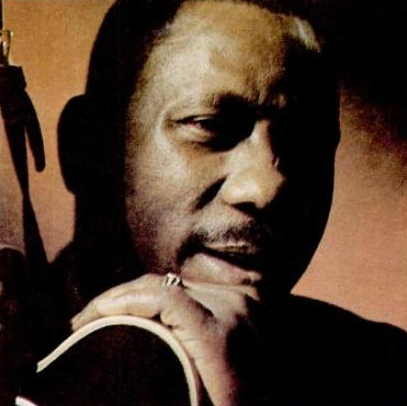
Recorte de la portada de Tequila

Aprendió a tocar la guitarra de forma autodidacta hacia 1943, después de escuchar a Charlie Christian, y unos meses después comienza a tocar en el Club 440 de su ciudad natal, así como con orquestas locales. Durante varios años, toca con la banda de sus hermanos Buddy y Monk, llamada The Montgomery Brothers, hasta que es llamado por Lionel Hampton, con quien toca entre 1948 y 1950. Tras esa etapa, regresó a su ciudad natal y se sumió en un semi-retiro que le duró seis años, trabajando de día en una fábrica de piezas de radio ajeno al mundo de la música, y tocando por las noches en clubes, sobre todo en el Turf Bar.  
Entre 1957 y 1959 realizó algunas actuaciones con sus hermanos, que habían formado un cuarteto denominado The Mastersounds, y se habían ubicado en la escena de la Costa Oeste aunque su primer disco lo firmarían, por problemas contractuales, con el viejo nombre de The Montgomery Brothers. Sería la intermediación de sus hermanos la que llevaría a Richard Bock, productor del sello discográfico Pacific Jazz, a organizar una sesión de grabación con Wes y otros músicos jóvenes, entre los que se encontraba Freddie Hubbard, y que sería el primer disco de Wes como líder, y de Hubbard como músico: Fingerpicking (1957), con arreglos de Gerald Wilson y participación de sus hermanos y otros músicos. Al año siguiente, graba su primer disco en formato trío en el que estaban el organista Melvin Rhyne y el batería Paul Parker. 
La realización de su disco The Incredible Jazz Guitar of Wes Montgomery, publicado por el sello Riverside en 1960, le llevó a la fama dentro del mundo del jazz (Down Beat's New Star, Metronome Guitar Award), con su estilo funky, muy influenciado por la técnica fingerpicking de los bluesmen de Piedmont. Tocó luego con el Sexteto de John Coltrane en el Festival de Jazz de Monterey, (Monterey, California) el 22 de septiembre de 1961. la formación incluyó a John Coltrane (ss, ts), Eric Dolphy (as, bcl), McCoy Tyner (p), Wes Montgomery (g), Reggie Workman (b) y Elvin Jones (d), con temas como «My Favorite Things», «Naima», «So What» e «Impressions».
Los discos realizados para Riverside, entre 1959 y 1963 (The Complete Riverside Recordings, 12 CD), son sus trabajos más espontáneos, formando parte de grupos pequeños y acompañado de músicos como Tommy Flanagan, James Clay, Victor Feldman, Hank Jones, Johnny Griffin, y Mel Rhyne. Al desaparecer Riverside, Montgomery fichó por Verve, 1964-1966, para quien grabó varios discos orquestales con el arreglista Don Sebesky y el productor Creed Taylor, en los que realiza distintas aproximaciones al pop y soul. Trabajó también con el Wynton Kelly Trio y el organista Jimmy Smith. En 1967 Montgomery firmó con Creed Taylor para A&M y en dos años grabó tres discos muy exitosos, muy influidos por el pop. Críticos como Joachim E. Berendt entienden que Taylor ejerció una influencia excesiva en el sonido del guitarrista, impidiendo que desarrollara sus mejores posibilidades.
Murió repentinamente de un ataque al corazón en 1968. Montgomery ejerció una gran influencia en guitarristas posteriores, como Pat Martino, Emily Remler o George Benson.

## Selección discográfica
- 1957: Fingerpickin' (Pacific Jazz)
- 1958: Far Wes	(Pacific Jazz)
- 1960: The Incredible Jazz Guitar of Wes Montgomery (Riverside/OJC)
- 1960: Movin' Along	(Riverside/OJC)
- 1961: Bags meets Wes! (Riverside/OJC)
- 1961: So Much Guitar	(Riverside/OJC)
- 1962: At Tsubo-Berkeley, California [live]
- 1963: Boss Guitar (Riverside/OJC)
- 1965: Bumpin' (Verve)
- 1965: Goin' Out Of My Head' (verve)
- 1965: Smokin' at the Half Note [live]	(Verve)
- 1966: California Dreaming (A & M)
- 1966: Tequila (incluye el tema homónimo) (A & M)
- 1967: "A Day in The Life (A & M)
- 1967: Full House [live]	(Riverside/OJC)